# Marian Gîtlan
Vasile Marian Gîtlan (ur. 21 stycznia 1998 w Câmpinie) – rumuński saneczkarz, olimpijczyk z Pekinu 2022.
Mieszka w Brebu.

## Kariera
Od 2014 rywalizował w dwójkach w parze z Flaviusem Crăciunem. Od 2020 startuje w parze z Dariusem Şerbanem.

## Osiągnięcia

### Igrzyska olimpijskie
| Rok  | Miejsce | Dwójki | Sztafeta |
| ---- | ------- | ------ | -------- |
| 2022 | Pekin   | 14.    | 9.       |

### Mistrzostwa świata
| Rok  | Miejsce    | Dwójki | Dwójki-sprint  | Dwójki mieszane | Sztafeta |
| ---- | ---------- | ------ | -------------- | --------------- | -------- |
| 2017 | Igls       | 24.    | 21. (q)        | nie rozgrywano  | -        |
| 2019 | Winterberg | 17.    | 16. (q)        | nie rozgrywano  | 8.       |
| 2021 | Königssee  | dnf    | 23. (q)        | nie rozgrywano  | 9.       |
| 2024 | Altenberg  | 18.    | 17. (q)        | nie rozgrywano  | -        |
| 2025 | Whistler   | 16.    | nie rozgrywano | 11.             | 7.       |

### Mistrzostwa Europy
| Rok  | Miejsce    | Dwójki | Sztafeta |
| ---- | ---------- | ------ | -------- |
| 2024 | Igls       | 18.    | -        |
| 2025 | Winterberg | 14.    | 7.       |

### Igrzyska olimpijskie młodzieży
| Rok  | Miejsce     | Dwójki | Sztafeta |
| ---- | ----------- | ------ | -------- |
| 2016 | Lillehammer | 4.     | 6.       |

### Puchar Świata

#### Miejsca w klasyfikacji generalnej
| Sezon     | Jedynki | Dwójki |
| --------- | ------- | ------ |
| 2014/2015 | -       | 30.    |
| 2017/2018 | -       | 28.    |
| 2018/2019 | 51.     | 19.    |
| 2019/2020 | -       | 28.    |
| 2020/2021 | -       | 27.    |
| 2021/2022 | -       | 20.    |
| 2022/2023 | -       | 22.    |
| 2023/2024 | -       | 17.    |
| 2024/2025 | -       | 16.    |